# 柳克基
48°26′2″N 24°44′50″E / 48.43389°N 24.74722°E
柳克基（烏克蘭語：Лючки），是烏克蘭的村落，位於該國西部伊萬諾-弗蘭科夫斯克州，由科索夫區負責管轄，始建於1005年，面積3平方公里，2001年該村落人口548。